# Cristian Dájome
Cristian Andrés Dájome Arboleda (ur. 3 stycznia 1994 w Bogocie) – kolumbijski piłkarz występujący na pozycji skrzydłowego, od 2025 roku zawodnik meksykańskiego Santosu Laguna.